# 2002年のJリーグ ディビジョン2
- 日本プロサッカーリーグ  > Jリーグ ディビジョン2 > 2002年のJリーグ ディビジョン2
- 2002年のスポーツ  > 2002年のサッカー >  2002年のJリーグ  > 2002年のJリーグ ディビジョン2

この項目では、2002年シーズンのJリーグ ディビジョン2（J2）について述べる。

## 概要
クラブ数は前年と同じ12クラブで試合数も同じ。ただしこの年は日本でFIFAワールドカップが開催されたことから、試合会場の制約を受ける関係で中断期間が設けられることになった。

## 2002年シーズンのJ2のクラブ
2002年シーズンのリーグのクラブは以下の通りである。この内セレッソ大阪とアビスパ福岡が前シーズンのJ1リーグからの降格クラブである。
※前年度成績=特記なきものは2001年J2のもの
| チーム名           | 監督             | 所在 都道府県 | ホームスタジアム                  | 前年成績 |
| ------------------ | ---------------- | ------------- | --------------------------------- | -------- |
| モンテディオ山形   | 柱谷幸一         | 山形県        | 山形県総合運動公園陸上競技場      | 3位      |
| 水戸ホーリーホック | 菅野将晃         | 茨城県        | 笠松運動公園陸上競技場            | 11位     |
| 大宮アルディージャ | ヘンク・デュット | 埼玉県        | 埼玉県営大宮公園サッカー場        | 5位      |
| 川崎フロンターレ   | 石崎信弘         | 神奈川県      | 川崎市等々力陸上競技場            | 7位      |
| 横浜FC             | 信藤健仁         | 神奈川県      | 三ツ沢公園球技場                  | 9位      |
| 湘南ベルマーレ     | 田中孝司         | 神奈川県      | 平塚競技場                        | 8位      |
| ヴァンフォーレ甲府 | 大木武           | 山梨県        | 山梨県小瀬スポーツ公園陸上競技場  | 12位     |
| アルビレックス新潟 | 反町康治         | 新潟県        | 新潟市陸上競技場                  | 4位      |
| セレッソ大阪       | 西村昭宏         | 大阪府        | 長居スタジアム                    | J1 16位  |
| アビスパ福岡       | 今井雅隆         | 福岡県        | 東平尾公園博多の森球技場          | J1 15位  |
| サガン鳥栖         | 副島博志         | 佐賀県        | 鳥栖スタジアム                    | 10位     |
| 大分トリニータ     | 小林伸二         | 大分県        | 大分ビッグアイ 大分市営陸上競技場 | 6位      |

## レギュレーション
前年まで行われてきた延長戦を廃止し（延長Vゴール方式も廃止）、前後半90分で試合が行われる。90分を終わって同点の場合は即引き分けとし、両チームに勝ち点1を与える。
J1では延長戦が継続されていることから、J1とJ2でレギュレーションが異なることになった。

## スケジュール
この年はワールドカップが日本で開催された。ワールドカップ開催ベニュー以外のスタジアムも、練習用グラウンドとして大会前からFIFAによってキープされたため、多くのチームがこの制約を受ける事になった。このためJ2でも2ヶ月近い中断期間がとられた。この結果シーズンのリーグのスケジュールは非常にタイトなものになった。
- 3月3日 - リーグ戦開幕
- 5月12日 - リーグ第15節、中断期間へ
- 7月6日 - リーグ再開、第16節
- 11月24日 - リーグ戦終了

## リーグ概要
リーグ優勝の大分トリニータは、4シーズン目にして念願のJ1昇格を手にした。J2降格組では、セレッソ大阪が2位になり1年でJ1復帰したが、アビスパ福岡は8位に終わった。
水戸ホーリーホックは笠松運動公園陸上競技場の改修が完了し、この年から笠松の本拠地使用が開始された。また、セレッソ大阪も2002 FIFAワールドカップ日韓大会に伴う長居スタジアムの芝生管理の観点から8月まで（長居スタジアムで試合を行った7月の一部を除く）長居第2陸上競技場を暫定的な主本拠地とした。

## 順位表
| 順 | チーム                 | 試 | 勝 | 分 | 敗 | 得 | 失 | 差  | 点 | 出場権または降格 |
| -- | ---------------------- | -- | -- | -- | -- | -- | -- | --- | -- | ---------------- |
| 1  | 大分トリニータ (C) (P) | 44 | 28 | 10 | 6  | 67 | 34 | +33 | 94 | J1 2003へ昇格    |
| 2  | セレッソ大阪 (P)       | 44 | 25 | 12 | 7  | 93 | 53 | +40 | 87 | J1 2003へ昇格    |
| 3  | アルビレックス新潟     | 44 | 23 | 13 | 8  | 75 | 47 | +28 | 82 |                  |
| 4  | 川崎フロンターレ       | 44 | 23 | 11 | 10 | 71 | 53 | +18 | 80 |                  |
| 5  | 湘南ベルマーレ         | 44 | 16 | 16 | 12 | 46 | 43 | +3  | 64 |                  |
| 6  | 大宮アルディージャ     | 44 | 14 | 17 | 13 | 52 | 42 | +10 | 59 |                  |
| 7  | ヴァンフォーレ甲府     | 44 | 16 | 10 | 18 | 51 | 55 | −4  | 58 |                  |
| 8  | アビスパ福岡           | 44 | 10 | 12 | 22 | 58 | 69 | −11 | 42 |                  |
| 9  | サガン鳥栖             | 44 | 9  | 14 | 21 | 41 | 64 | −23 | 41 |                  |
| 10 | 水戸ホーリーホック     | 44 | 11 | 7  | 26 | 45 | 73 | −28 | 40 |                  |
| 11 | モンテディオ山形       | 44 | 6  | 17 | 21 | 29 | 57 | −28 | 35 |                  |
| 12 | 横浜FC                 | 44 | 8  | 11 | 25 | 43 | 81 | −38 | 35 |                  |

最終更新は2002年11月24日の試合終了時
出典: J.League Data Site
順位の決定基準: 1. 勝点; 2. 得失点差; 3. 得点数.

### 得点ランキング
| 順位   | 選手             | 所属               | 得点 |
| ------ | ---------------- | ------------------ | ---- |
| 得点王 | マルクス         | アルビレックス新潟 | 19   |
| T2     | 大久保嘉人       | セレッソ大阪       | 18   |
| T2     | アンドラジーニャ | 大分トリニータ     | 18   |
| 4      | ベンチーニョ     | 川崎フロンターレ   | 16   |
| T5     | 小野隆儀         | 水戸ホーリーホック | 14   |
| T5     | 森田浩史         | サガン鳥栖         | 14   |
| T5     | ビスコンティ     | サガン鳥栖         | 14   |
| T8     | バルデス         | 大宮アルディージャ | 13   |
| T8     | 眞中靖夫         | セレッソ大阪       | 13   |
| T10    | マーロン         | 川崎フロンターレ   | 12   |
| T10    | 森島寛晃         | セレッソ大阪       | 12   |

2002年11月24日

出典: J. League Data